# Авеста (город)
А́веста (швед. Avesta) — город в Швеции, в лене Даларна. Расположен в 130 км к северо-западу от Стокгольма, в центральной части страны. Население 22 781 чел. (перепись 31 дек. 2015 г.).

## История
Основана как небольшой хутор на берегу р. Далэльвен в 1303 г. В 1636 г. появились первые медные шахты, истощившиеся к 1869 году. В том же 1636 году здесь был построен медеплавильный завод, вскоре ставший крупнейшим в Европе. В 1644 году в Авесте был открыт монетный двор, на котором до 1831 года чеканились практически все медные монеты Швеции. К 1805 году в Авесте проживало 732 человека. Постепенно население увеличивалось и к 1919 году Авеста получила статус города.

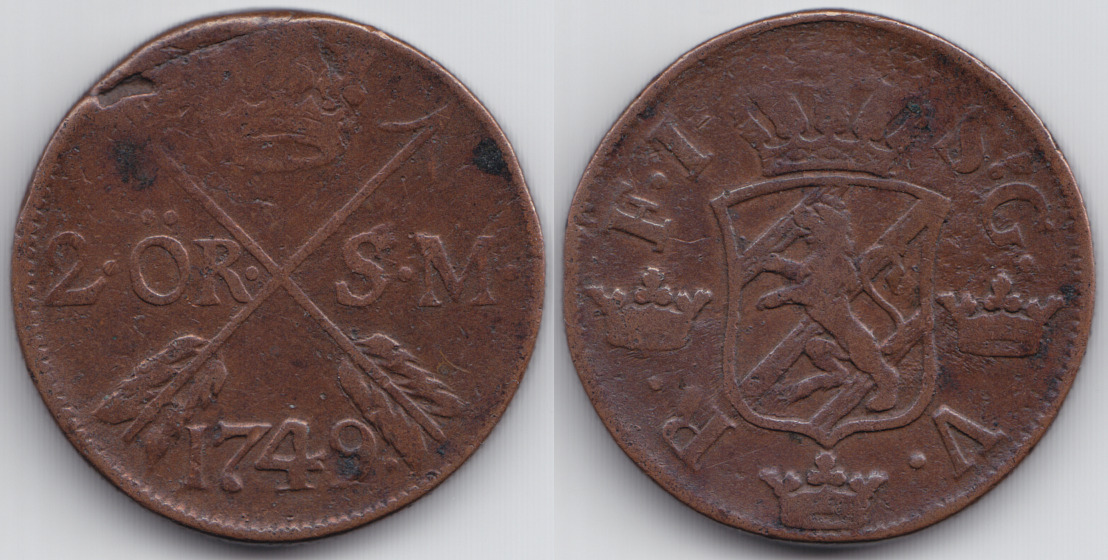
Монета 2 эре, 1749 год, Фредрик I. Отчеканена в городе Авеста
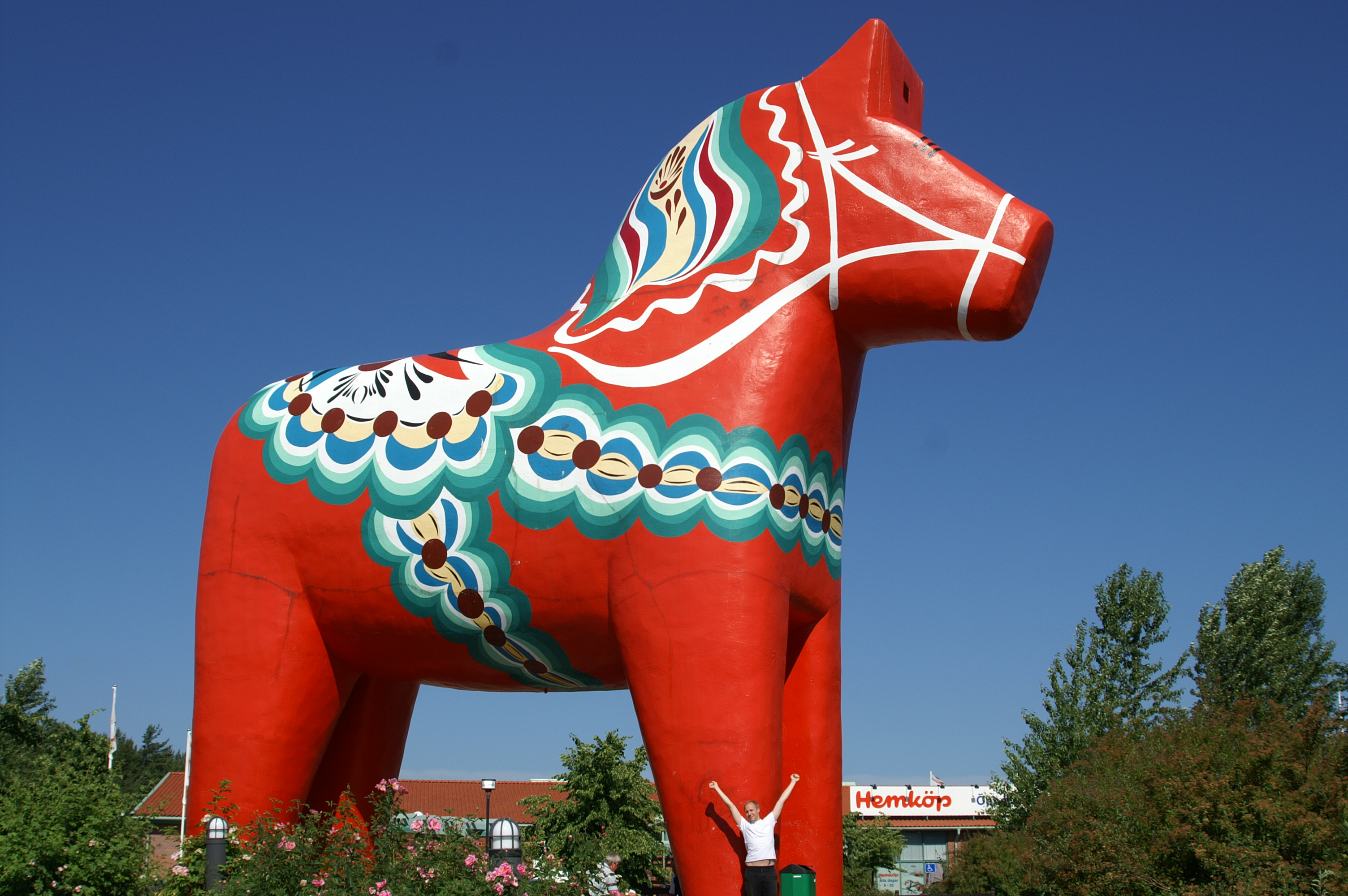
Даларнская лошадь — крупнейшая статуя Авесты
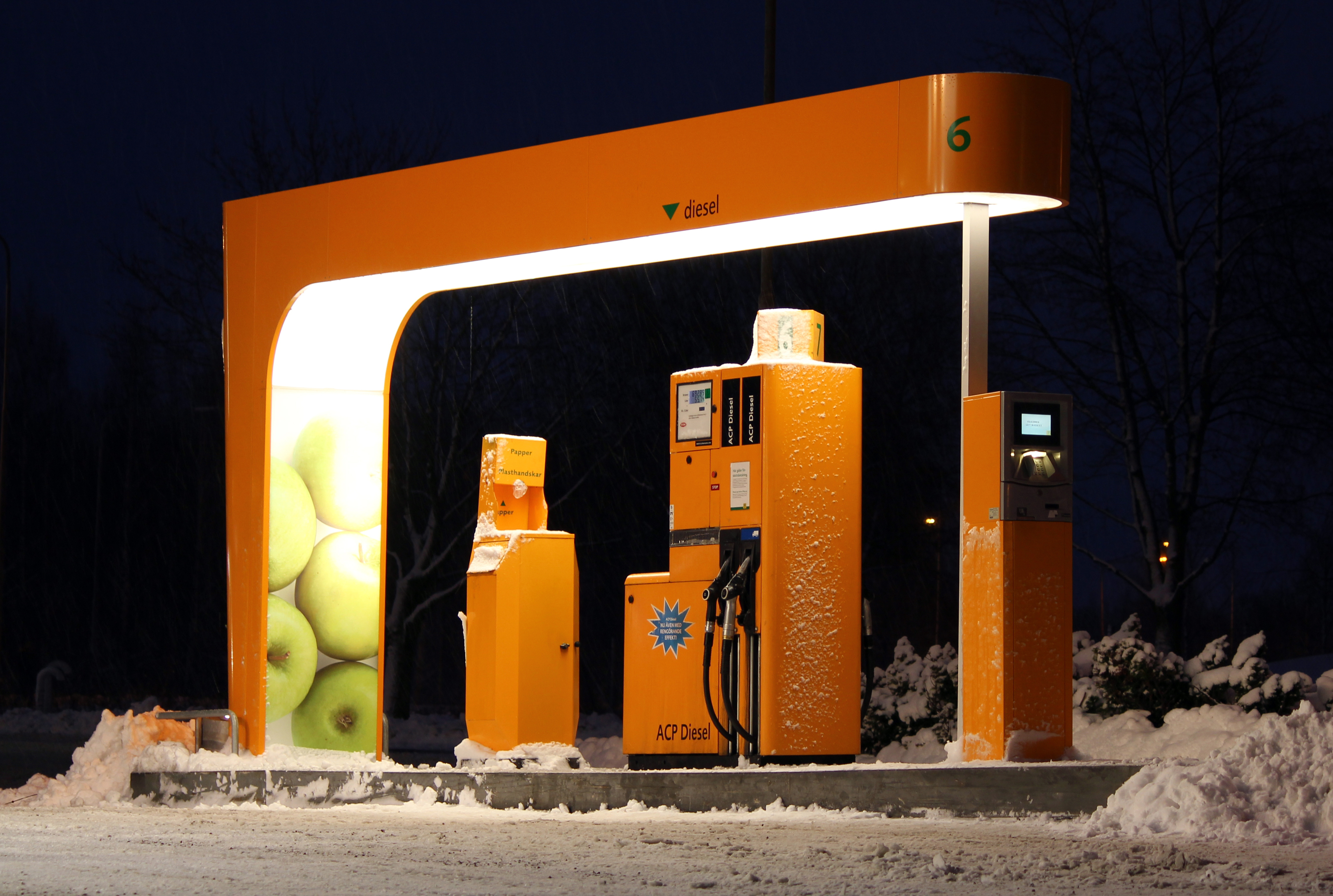
Автомобильная заправочная станция с терминалом для кредитных карт в Авесте

## Известные уроженцы
- Сало, Ола (род. 19 февраля 1977) — шведский рок-музыкант, лидер глэм-рок-группы The Ark.
- Эрик Аксель Карлфельдт (20 июля 1864 — 8 апреля 1931) — шведский поэт, лауреат Нобелевской премии по литературе 1931 года.